# Walter Centeno
Walter Centeno Corea (Palmar Sur, Puntarenas, Costa Rica, 6 de octubre de 1974) es un exfutbolista y entrenador costarricense. Actualmente dirige al Municipal Desamparados A. C. F. de la la Liga Nacional de Fútbol Aficionado.
Como jugador desempeñó la demarcación de mediocentro ofensivo y empezó su carrera en las categorías inferiores del Deportivo Saprissa. Poco después salió en condición de préstamo a Belén y debutó profesionalmente el 4 de febrero de 1995. Su regularidad le permitió regresar al equipo saprissista y consolidó su posición en la alineación titular, conquistando dos títulos nacionales y el Torneo Grandes de Centroamérica en 1998. Tras seis años en el club, Centeno fue fichado por el AEK Atenas de Grecia, donde solamente disputó la temporada 2002-03. Retornó al Saprissa y su aporte fue fundamental en la consecución de siete campeonatos costarricenses, una Copa Interclubes de la UNCAF y una Copa de Campeones de la Concacaf. En 2005 disputó la Copa Mundial de Clubes, competencia en la cual salió con la medalla del tercer lugar, siendo su equipo el único conjunto centroamericano en lograr esa posición. Vistió la camiseta morada por nueve años consecutivos y decidió finalizar su periodo como futbolista el 20 de julio de 2012.
Fue internacional absoluto con la selección costarricense desde septiembre de 1995 hasta noviembre de 2009. Estadísticamente ha sido el jugador con más participaciones clase A con 135, en las cuales anotó 23 goles. Logró en tres veces ser campeón de la Copa de Naciones de la UNCAF, fue parte de las nóminas que disputaron tres ediciones de la Copa América y apareció en cinco competencias de la Copa Oro de la Concacaf. Estuvo en tres procesos eliminatorios hacia la Copa del Mundo, y se destaca su presentación en los mundiales de 2002 y 2006.
En función como entrenador, debutó el 29 de agosto de 2015 con el Puntarenas Fútbol Club, estando en el cargo hasta febrero de 2016. A mediados de ese año, fue presentado como el estratega del Municipal Grecia, para la temporada 2016-17 de la Liga de Ascenso costarricense. Su primer título lo consiguió en la competencia de Clausura 2017 y luego el ascenso a la máxima categoría. Se convirtió en técnico del Deportivo Saprissa a partir de febrero de 2019 y finalizando en febrero de 2021.

## Trayectoria

### Como jugador

#### Belén F. C.
Su inicio en la Primera División lo tuvo con Belén poco después de haber sido cedido en condición de préstamo por el Deportivo Saprissa. Proveniente de Palmar Sur y con tan solo 20 años, debutó el 4 de febrero de 1995, en el compromiso de su equipo ante Alajuelense en el Estadio Morera Soto, donde el marcador terminaría con cifras de 4-1 a favor de los rivales. En ese partido entró de cambio por Alejandro Sequeira. Posteriormente, sus dotes con el balón y la visión que impregnaba en el terreno de juego lo hicieron dueño de la titularidad de su conjunto, hasta la temporada 1995-96. En total contabilizó 52 encuentros y anotó tres goles, siendo el primero de ellos el 3 de septiembre de 1995 frente a Turrialba en el triunfo de 2-1. En esta etapa como jugador de Belén obtuvo el título de la Copa de Costa Rica, llamado en ese momento Copa Federación 1996.

#### Deportivo Saprissa
Para el final de ese año futbolístico, el buen nivel de Centeno en la cancha le valdría para que el Deportivo Saprissa acabara con el préstamo del jugador con Belén. Como mediocentro, compartió el vestuario con figuras en su demarcación como Juan Carlos Arguedas, Óscar Ramírez y Roy Myers.
Vistiendo la camiseta morada, en la temporada 1996-97, Walter jugó 41 de los 46 encuentros del equipo, anotando tres goles y sirviendo cuatro asistencias a gol. Por otro lado, los tibaseños se hicieron con el segundo lugar después de la pérdida frente a Alajuelense en la final.
Con la dorsal número «8» y bajo la dirección técnica de Alexandre Guimarães, su club salió campeón en dos temporadas consecutivas, correspondientes a los periodos de 1997-98 y 1998-99, periodo en el que disputó 37 partidos —uno de ellos entrando de cambio—, aportó nueve goles y aportó trece asistencias.
El 23 de septiembre de 1998, se coronó ganador de la región tras vencer en la final al Municipal de Guatemala, por el Torneo Grandes de Centroamérica, en la que Centeno marcó un gol en el duelo de vuelta al minuto 87'.

#### AEK Atenas F. C.
El 9 de julio de 2002, Centeno firmó el contrato por cinco temporadas en el AEK Atenas de Grecia. En este equipo, Centeno logró una labor que solo cuatro jugadores pertenecientes al fútbol costarricense habían logrado en la historia, la cual fue anotarle un gol al considerado «Mejor club del mundo» de la época, el Real Madrid. En esa oportunidad, el encuentro se realizó el 22 de octubre de 2002 en el Estadio Santiago Bernabéu, donde el marcador fue de empate a dos tantos. Poco después, Walter concretaría otro gol sobre el Roma de Italia en condición de visitante en el Estadio Olímpico. De acuerdo a los resultados obtenidos por su conjunto, les permitió avanzar como tercero del grupo C de la Liga de Campeones de la UEFA hacia la Copa de la confederación, escenario donde los griegos quedaron eliminados en octavos de final por el Málaga. Una vez finalizada la temporada 2002-03, el jugador decidió volver a Costa Rica ya que su familia no se sentía bien en el país griego.

#### Deportivo Saprissa
El 27 de mayo de 2003, surgió la posibilidad de regreso de Centeno al Deportivo Saprissa, donde iniciaron los contactos formales a principios de junio. El 23 de junio oficialmente se incorporó a la pretemporada del club morado, en el que tendría un contrato por cuatro años.
Centeno tuvo un difícil comienzo de la temporada 2003-04 en el que salió expulsado por tres ocasiones durante las primeras fechas. Debuta el 17 de agosto en el empate a un gol contra Carmelita en el Estadio Allen Riggioni. Mostró mayor peso en el centro del campo para su equipo, y más experimentado, lideró a su conjunto en la obtención del cetro regional de la Copa Interclubes de la UNCAF, tras derrotar al Comunicaciones de Guatemala. El 12 de mayo de 2004, obtiene el subcampeonato de la Copa de Campeones de la Concacaf, luego de la pérdida en la serie final frente a Alajuelense. Walter fue determinante en el partido de vuelta de la final nacional por el título frente al Herediano, dado el 20 de mayo, en el que marcó un tanto para la victoria por 2-1. De esta manera, su equipo rompió la racha de torneos consecutivos sin ganar un cetro y Centeno, por su parte, contabilizó cuarenta apariciones, convirtió un total de diez goles y puso diecisiete asistencias, siendo el líder en este parámetro del campeonato. Centeno fue elegido el mejor jugador de esa temporada 2003-2004.
Afronta el inicio de la temporada 2004-05 el 21 de agosto en el Estadio Ricardo Saprissa, contra el conjunto de Ramonense. Centeno concretó uno de los goles para la victoria por 2-0. En este periodo, logró los subcampeonatos de la Copa Interclubes de la UNCAF —por haber quedado por debajo del Municipal de Guatemala— y del Torneo de Apertura debido a la pérdida en la serie final contra Alajuelense.
El 11 de mayo de 2005, conquista el título de la Copa de Campeones de la Concacaf, venciendo en la final al Pumas de la UNAM de México.
Participó en el Mundial de Clubes 2005 celebrado en Japón, donde jugó todos los partidos de dicha competencia. El 18 de diciembre, obtiene la medalla del tercer lugar tras superar al Al-Ittihad de Arabia Saudita con marcador de 2-3.
El 23 de abril de 2006, se hace con el título de la temporada 2005-06 y su club no debió disputar la final nacional ya que se había consagrado en los torneos de Apertura y Clausura.

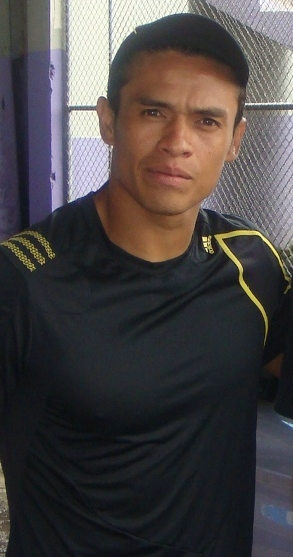
Walter en 2007.

Empieza anotando en su debut en el Torneo de Apertura el 6 de agosto de 2006, en la victoria 1-3 a domicilio sobre el Santos de Guápiles. En mayo de 2007, nuevamente es campeón nacional por haber ganado los dos torneos de la temporada. En total sumó 35 apariciones, aportó cinco goles y puso diez asistencias.
El 5 de diciembre de 2007, logra el subcampeonato de la Copa Interclubes de la UNCAF tras la derrota por 1-0 en el juego de vuelta frente al Motagua de Honduras. El 23 de diciembre de ese año, conquista el título de Invierno sobre el Herediano.
El 30 de abril de 2008, en el plano internacional, su club pierde la final de la Copa de Campeones de la Concacaf contra el Pachuca de México. El 1 de junio alzó nuevamente el cetro de liga costarricense del Verano 2008, tras vencer a Alajuelense en ambas finales.
Centeno fue partícipe de la remontada de su conjunto en la final de vuelta del Campeonato de Invierno 2008, celebrada el 20 de diciembre en el Estadio Ricardo Saprissa ante Alajuelense, en la que asistió a su compañero Jairo Arrieta en el tercer gol para definir la victoria de 3-0 en el marcador global de 3-2, celebrando otra vez con un título.
Para el Campeonato de Verano 2010, el futbolista nuevamente fue constante en cada partido. Debutó el 17 de enero, en la igualdad sin goles ante Ramonense en el Estadio Guillermo Vargas. Anotó su primer gol en el juego correspondiente a la décima jornada, en la victoria 0-2 sobre el Santos de Guápiles. Su equipo fue líder del grupo A con 35 puntos. El 28 de abril tuvo lugar la semifinal de ida en condición de visita frente a los guapileños, en el que su club ganó de manera ajustada 0-1. Esta ventaja fue mantenida mediante el empate en la vuelta. El 10 de mayo fue la final de ida en el Estadio Carlos Ugalde contra San Carlos. Centeno completó la totalidad de los minutos en el triunfo de 2-4. Cinco días posteriores fue la vuelta en el Estadio Saprissa Aymá, escenario donde se presentó la victoria de 3-0. Con esto los morados se hicieron acreedores de la estrella número «29».
El 25 de julio dio inicio el Campeonato de Invierno 2010 donde su equipo, como visitante en el Estadio Carlos Ugalde, enfrentó al conjunto de San Carlos. El mediocampista fue titular, recibió tarjeta amarilla al minuto 41' y el marcador concluyó en pérdida de 1-0. En la Liga de Campeones de la Concacaf, los saprissistas avanzaron a la ronda eliminatoria en el segundo lugar del grupo C con diez puntos, por detrás del líder Monterrey y por encima del Marathón y del Seattle Sounders. En el certamen local, Centeno contabilizó trece presencias, anotó tres goles y salió expulsado una vez por doble acumulación de tarjetas. Por otro lado, su grupo tuvo uno de sus peores rendimientos al quedar último del grupo A.
En la fecha inaugural del Campeonato de Verano 2011, desarrollada el 9 de enero, Walter debutó de buena manera al anotar el primer gol del transitorio 1-0 sobre San Carlos en el Estadio Ricardo Saprissa, luego sus compañeros Alejandro Sequeira y Alonso Solís marcaron los tantos del triunfo 3-0. El 24 de febrero fue la ida de los cuartos de final del torneo de Concacaf, en condición de local frente al Olimpia de Honduras. Centeno alcanzó la totalidad de los minutos en la victoria ajustada de 1-0. La vuelta se disputó el 3 de marzo en el Estadio Nacional de Tegucigalpa, donde las cifras de 1-2 favorecieron a los tibaseños para continuar a la siguiente ronda. El 15 de marzo se efectuó la ida de las semifinales, como visitante en el Rio Tinto Stadium contra el Real Salt Lake. El centrocampista fue partícipe en la pérdida de 2-0. A pesar de lograr la victoria 2-1 en la vuelta, los morados quedaron eliminados a causa del resultado agregado. En la liga nacional, su club fue líder del grupo A y derrotó al Santos de Guápiles en cuartos de final. Sin embargo, su conjunto fue derrotado por San Carlos en semifinales.
Su debut en el Campeonato de Invierno 2011 se produjo en la segunda fecha del 4 de agosto, en el clásico frente a Alajuelense en el Estadio Morera Soto. En esa oportunidad, Centeno salió expulsado por tarjeta roja directa al minuto 63' y su club logró el empate a un gol al cierre del cotejo, por intermedio de su compañero José Mena. Regresó de su sanción de dos juegos el 21 de agosto, y anotó de tiro libre sobre el Cartaginés en la derrota 2-1. En la fase regular de la competencia, alcanzó trece apariciones, marcó cuatro tantos y dio cinco asistencias. Por otro lado, su equipo avanzó a la siguiente ronda como tercero con 35 puntos. El 27 de noviembre se desarrolló la semifinal de ida en el Estadio Ricardo Saprissa frente a los liguistas, donde el marcador de 0-1 favoreció a los rivales. El 4 de diciembre fue la vuelta en condición de visita, juego que culminó con empate 2-2. Debido al resultado agregado de 3-2, su grupo fue eliminado.
El Campeonato de Verano 2012 fue de bastante productividad para el jugador, ya que obtuvo la cifra de doce asistencias y anotó un gol, específicamente el 5 de febrero en la sexta fecha frente a Pérez Zeledón. Su conjunto se quedó en la tercera colocación con 36 puntos. Las semifinales se llevaron a cabo contra el Santos de Guápiles a finales de abril y principios de mayo, donde ambos cotejos finalizaron con victorias de 1-0 para cada escuadra. No obstante, el criterio de ventaja deportiva favoreció a los rivales para continuar a la última instancia.
El 23 de mayo de 2012, en conferencia de prensa dada en horas de la tarde, Centeno anunció su retiro oficial del fútbol después de quince años de carrera en el club. Su partido de despedida lo tuvo el 20 de julio en el Estadio Ricardo Saprissa, cotejo que protagonizaron los equipos del Deportivo Saprissa y la Selección de Costa Rica de diez años atrás. Vistiendo la camiseta del combinado costarricense para el primer tiempo, Walter anotó un gol desde fuera del área al minuto 17', por intermedio de una asistencia de Wilmer López. En la segunda mitad representó al conjunto morado, y fue partícipe en la acción del tanto de Daniel Colindres para la igualdad de 1-1. A falta de cinco minutos del cierre se pausó el encuentro, para homenajear al jugador donde su dorsal número «8» fue retirada y colgada en el recinto deportivo. Estadísticamente disputó 502 partidos en Primera División, consiguió 92 anotaciones y vio la tarjeta roja en 14 ocasiones.

#### Bayamón F. C.
Tras casi un año fuera de las canchas, el centrocampista fichó por el Bayamón de Puerto Rico el 23 de abril de 2013. Tuvo un breve paso al ver acción en tres partidos internacionales del Campeonato de Clubes de la CFU, en la que su equipo quedó eliminado en la fase de grupos.
Manteniendo esa misma condición de esporádico, el mediocentro volvió a jugar a partir del 10 de mayo de 2016, en el conjunto de Gallada de la Liga Nacional de Fútbol Aficionado (LINAFA).

### Como entrenador

#### Puntarenas F. C.
Después de su retiro, empezó sus estudios en la Federación Costarricense de Fútbol para obtener la licencia clase A de entrenador, los cuales concluyó satisfactoriamente. El 22 de junio de 2015, Centeno fue presentado oficialmente como el nuevo estratega del Puntarenas Fútbol Club, donde escogió a sus excompañeros de equipo Alonso Solís y José Luis López como sus ayudantes de campo. Además, firmó por el periodo de una temporada.
En la primera fecha del Torneo de Apertura 2015 de Segunda División, desarrollada a mediados de agosto, su conjunto dirigido tuvo la jornada libre por la cantidad impar de clubes participantes del grupo A. En dos jornadas consecutivas, los organizadores de la competencia inhabilitaron a los naranjas de disputar sus juegos, por problemas con la Caja Costarricense de Seguro Social. Luego de un arreglo con la institución gubernamental, Walter tuvo su debut como director técnico el 29 de agosto, en el compromiso de su grupo ante Juventud Escazuceña en el Estadio "Lito" Pérez. En esa oportunidad, las cifras de 3-1 dieron la primera victoria a los porteños. Al término de la fase regular, Centeno estuvo presente en catorce partidos, ganó seis, empató cuatro y perdió en la misma cantidad, esto sin contar los encuentros que no logró dirigir, para un total de veintidós puntos y por lo tanto en zona de clasificación. Sin embargo, su equipo fue sancionado con tres puntos menos debido a la no alineación de jugadores Sub-21, por lo que bajó un puesto de la tabla y quedó fuera de la etapa eliminatoria. El 10 de noviembre renunció de su puesto ya que no iba a contar más con sus asistentes para el siguiente campeonato, pero la dirigencia le convenció de seguir al mando del club.
El conjunto chuchequero nuevamente quedó libre en la jornada inaugural del Torneo de Clausura 2016, por lo que empezó a disputar sus partidos desde la segunda fecha. Centeno dirigió a su equipo el 23 de enero en la victoria 3-2 de local sobre el Municipal Grecia. La derrota de 3-0 ante Jicaral provocó la rescisión de Walter del club, esto el 2 de febrero.
El 3 de junio de 2016, la dirigencia del Deportivo Saprissa anunció la incorporación de Centeno al equipo, para asumir un cargo en la comisión técnica.

#### Municipal Grecia

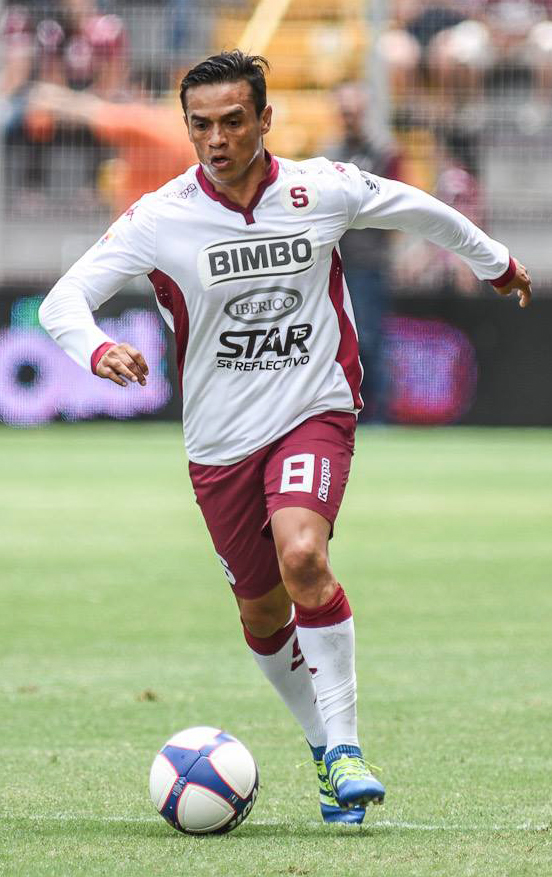
Centeno jugando en el partido de despedida de Gabriel Badilla en junio de 2016.

A partir del 8 de junio de 2016, se confirmó oficialmente la nueva administración del Municipal Grecia, conformada por los exjugadores saprissistas Walter Centeno, Allan Alemán, José Luis López, Randall Porras y Fernando Paniagua, sumado al apoyo del anterior dirigente herediano Cristian González. Centeno fue ratificado como el entrenador el 29 de junio.
Debutó el 7 de agosto con victoria de goleada 5-1 sobre Aserrí, en el inicio del Torneo de Apertura 2016. Walter consolidó a un grupo que lideró el grupo B mediante quince juegos disputados, de los cuales ganó diez, empató dos y perdió tres, para lograr un total de veintinueve puntos. El 12 de noviembre fue la ida de los cuartos de final, en la que su equipo enfrentó al Uruguay de Coronado en el Estadio El Labrador, donde el marcador fue balanceado sin anotaciones. Para la vuelta del 20 de noviembre en el Estadio Allen Riggioni, su club cayó con cifras de 1-2, quedando eliminado del certamen.
En el Torneo de Clausura 2017 contabilizó quince encuentros dirigidos de la fase regular, con siete victorias, tres empates y cinco pérdidas, para obtener veinticuatro puntos y colocar a su equipo en la tercera posición del grupo B. El 9 de abril se desarrolló la ida de los cuartos de final ante AS Puma Generaleña en el Estadio Allen Riggioni. Con determinación, sus jugadores salieron gananciosos con marcador de 3-2. Una semana después, en la visita al Estadio Municipal de Pérez Zeledón, su grupo nuevamente logró la victoria, esta vez con cifras de 2-4, para un agregado de 4-7. La semifinal de ida se efectuó el 23 de abril, como local contra el conjunto de Turrialba, escenario donde el empate prevaleció al término de los 90 minutos. El 30 de abril fue la vuelta en el Estadio Rafael Ángel Camacho y por segunda ocasión consecutiva se presentó la igualdad a un gol, por lo que la serie se llevó hasta los lanzamientos desde el punto de penal. Los griegos fueron los triunfadores en este tipo de definición. Su club disputó la final de ida frente a Jicaral, el 7 de mayo en condición de local. El tanto de su futbolista Jeremy Araya y el doblete de Albert Villalobos fueron fundamentales para el resultado de 3-2 a favor de su grupo. La ventaja fue cuidada de la mejor forma en la vuelta del 14 de mayo, en la Cancha de la Asociación Cívica Jicaraleña, tras haber empatado a dos anotaciones. Con esto sus dirigidos se hicieron con el título de la competencia, y un espacio para enfrentar la eliminatoria de promoción. El 21 de mayo fue la ida como visitante ante el equipo ganador del Apertura 2016, el cual fue Jicaral. A pesar de perder 2-0 de manera transitoria, su futbolista Albert Villalobos consiguió el gol del descuento 2-1 para mantener las aspiraciones de su club en el juego. El 28 de mayo, los helénicos remontarían el resultado en el compromiso de vuelta, con los tres tantos de la victoria 3-0. De esta modo Grecia ascendió a la Primera División después de dieciocho años de haber sido fundado.
Su debut en el Torneo de Apertura 2017 de la máxima categoría se produjo el 30 de julio en el Estadio Nacional, escenario en el que su conjunto fungió como local contra Alajuelense. Centeno mantuvo un sistema de marcado carácter ofensivo y de numerosas ocasiones al marco contrario, sin embargo los rivales aprovecharon sus opciones para liquidar el juego con cifras de 0-3. La primera victoria para su club se dio una semana después, en la visita al Estadio "Coyella" Fonseca frente a Guadalupe. Sus dirigidos Luis Hernández y Johnny Woodly abrieron la cuenta histórica de anotaciones de Grecia, para el 0-3 final.

#### Deportivo Saprissa
El 3 de febrero de 2019, es anunciado por el Deportivo Saprissa para asumir el puesto de técnico por tres torneos cortos, en sustitución de Vladimir Quesada. Debutó tres días después contra el Santos de Guápiles en el Estadio Ricardo Saprissa, ganando el duelo con marcador de 1-0. Desde el primer momento, implementó su estilo de juego que combinaba la posesión del balón, la superioridad posicional y el talento individual de los jugadores, aunque no tenía abundancia en cantidad de goles, donde lograba victorias con resultados ajustados. Walter debutó en el certamen internacional de la Liga de Campeones de la Concacaf el 19 de febrero, venciendo como local 1-0 al Tigres de México, por la ida de los octavos de final. La ventaja la perdió en la vuelta en el Estadio Universitario, sufriendo la goleada de 5-1. Desde el 20 de marzo con el empate 1-1 frente a Pérez Zeledón, Centeno obtuvo una racha negativa de seis partidos sin ganar, sumando dos igualdades más ante San Carlos (1-1) y Alajuelense (1-1), así como de las pérdidas contra Cartaginés (2-0), Santos (5-3) y Herediano (2-0). El 13 de abril pudo librarse de la seguidilla tras la victoria 4-0 sobre la Universidad de Costa Rica. El 28 de abril consiguió el triunfo más abultado de 0-5 de visita ante su anterior equipo Grecia, por la última jornada de la clasificación. El conjunto morado debió conformarse con el segundo lugar de la tabla, por un punto debajo de San Carlos. El 8 de mayo supera la serie de semifinales al Pérez Zeledón con un global de 3-2. El 15 de mayo fracasó en su intento de llevar al cuadro morado a una gran final contra San Carlos, donde perdió la serie por la regla de gol de visita y se tuvo que quedar con el trofeo de subcampeón.

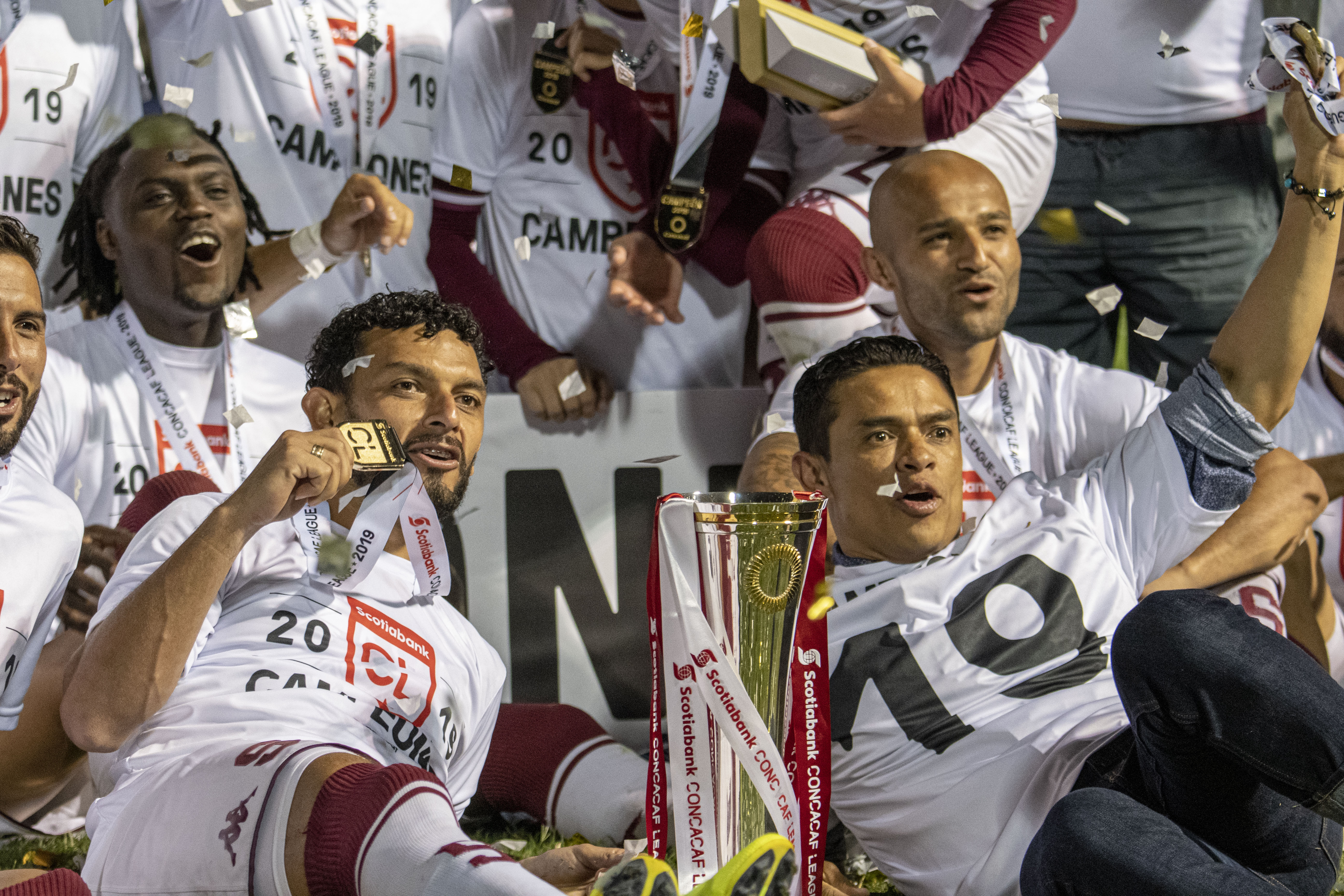
Centeno celebró su primer título con Saprissa en la Liga Concacaf.

Su segunda temporada la empieza perdiendo por la mínima 1-0 contra San Carlos en el Torneo de Apertura 2019. El 24 de julio consiguió el primer triunfo de la campaña tras vencer 3-0 a Pérez Zeledón. Aparte del torneo local, también dirigió al club en la Liga Concacaf iniciando en la ronda preliminar y ganando la serie al Belmopan Bandits. Luego derrotó en las instancias posteriores al Águila de El Salvador, Independiente de Panamá, y al Olimpia de Honduras en semifinales, que tras perder la ida con marcador de 2-0, pudo remontar la serie y vencer 4-1 en los últimos minutos antes de la conclusión del juego. El 7 de noviembre obtuvo el triunfo 1-0 en la final de ida sobre el Motagua, cuya ventaja fue cuidada el 26 de noviembre en la vuelta en territorio hondureño para proclamarse campeón. El 1 de diciembre su equipo pierde la serie semifinal contra Herediano por la vía de penales.
Para el Torneo de Clausura 2020, Centeno corrigió los problemas en la zona de defensa y varió la alineación al usar cinco futbolistas en la línea. Ganó en la primera fecha 0-1 a San Carlos en el Estadio Carlos Ugalde. El 19 de febrero volvió a dirigir en certamen continental de la Liga de Campeones de la Concacaf, logrando el empate 2-2 de local contra el Montreal Impact por la ida de octavos de final. El 26 de febrero perdió la serie por el criterio de goles fuera de casa, donde igualó sin anotaciones en el Estadio Olímpico de Montreal. El 4 de junio, tras una combinación de resultados, pudo asegurar el liderato del torneo. El 14 de junio su conjunto derrotó de visita por 0-4 al Cartaginés por la semifinal de ida. Aunque perdió el duelo de vuelta por 2-3, la diferencia que había sacado en el primer partido le permitió acceder a la última instancia con solvencia. El 24 de junio golpeó primero en la final de ida por 0-2 sobre Alajuelense. El 29 de junio terminó de sentenciar la serie con el triunfo de 1-0 y alzó su primer título nacional con Saprissa. El 14 de julio renovó su contrato por dos años más. El 24 de julio recibió la distinción de mejor entrenador del torneo.
Arrancó la nueva temporada perdiendo la final de Supercopa por 2-0 contra el Herediano. El 15 de agosto debutó en el Torneo de Apertura con la victoria 4-0 de local sobre Limón.
El 7 de febrero de 2021, Centeno deja la dirección técnica del Saprissa por los resultados adversos contra Alajuelense, perdiendo los juegos tanto la final de Liga Concacaf como de campeonato nacional.

## Selección nacional

### Categorías inferiores
La trayectoria de Centeno con selección en competencias oficiales la inició con la escuadra Sub-21 en 1993, en la disputa de los Juegos Centroamericanos y del Caribe celebrados en Puerto Rico. El 29 de noviembre, ganó la medalla de oro del torneo mediante la victoria por 2-0 sobre México en la final.
En 1996, jugó con la escuadra Sub-23 el Preolímpico de Concacaf con miras a los Juegos Olímpicos de Atlanta para ese año. Su país no tuvo éxito en la ronda final y se quedó sin la clasificación.

#### Participaciones en juveniles
| Competición                               | Sede        | Resultado    |
| ----------------------------------------- | ----------- | ------------ |
| Juegos Centroamericanos y del Caribe 1993 | Puerto Rico | Campeón      |
| Preolímpico de Concacaf 1996              | Canadá      | Tercer lugar |

### Selección absoluta
Walter debutó con la selección absoluta costarricense el 27 de septiembre de 1995, en un amistoso contra Jamaica llevado a cabo en el Estadio Nacional de Kingston. En esa ocasión, su equipo era dirigido por el entrenador Juan Blanco, quien llevó a una base de futbolistas Sub-23 para el compromiso en el cual se dio la derrota por 2-0.
El 24 de febrero de 1999, marcó su primer tanto con Costa Rica, en el fogueo en San José ante Jamaica en la victoria abultada de 9-0.
Fue considerado en su primera competencia oficial, en el marco de la Copa de Naciones de la UNCAF 1999 celebrada en territorio costarricense. El 28 de marzo obtiene el cetro regional.
Participó en todos los duelos desarrollados de la Copa de Oro de la Concacaf 2000, la máxima competencia a nivel de selecciones del área. Con los dos empates frente a Canadá y Corea del Sur, ambos con cifras de 2-2, su nación fue líder del grupo D pero quedó eliminado el 20 de febrero por Trinidad y Tobago en la instancia de los cuartos de final.
A nivel centroamericano, en 2001 se hizo con el segundo lugar de la Copa de Naciones de la UNCAF, en la que su combinado acabó por debajo de Guatemala en la tabla de posiciones. Centeno sumó cinco presencias y colaboró con dos goles.
Participó en la Copa América 2001 celebrada en Colombia, siendo titular en la fase de grupos contra Honduras (victoria 0-1), Uruguay (1-1) y Bolivia (triunfo 0-4). Su selección fue eliminada en cuartos de final por los uruguayos con marcador de 2-1.
El 2 de febrero de 2002, su país obtiene el subcampeonato de la Copa de Oro de la Concacaf, competición en la que Centeno vio acción en los cinco compromisos y aportó un gol.
De la mano del estratega Alexandre Guimarães, el mediocentro entró en la convocatoria para afrontar el Mundial de 2002. Walter hizo su debut en el torneo el 4 de junio contra China, y completó la totalidad de los minutos en la victoria por 2-0. Para el siguiente partido del 9 de junio frente a Turquía, salió de cambio por Hernán Medford al minuto 66' y la igualdad a un tanto prevaleció en el resultado. El 13 de junio se presentó la derrota por 2-5 ante Brasil, cuyo marcador significó la eliminación de su escuadra en fase de grupos por gol diferencia.
El 23 de febrero de 2003, Centeno sumó otro título a su palmarés tras conquistar la Copa de Naciones de la UNCAF llevada a cabo en Panamá.
El 19 de julio de 2003, se destapó con un triplete en los cuartos de final de la Copa de Oro de la Concacaf contra El Salvador, siendo esta la primera vez que marcaba más de un gol en un solo juego.
Centeno fue parte del plantel que llevó el entrenador colombiano Jorge Luis Pinto para jugar la Copa América 2004, certamen en el que su país llegó a los cuartos de final.
Nuevamente con Alexandre Guimarães al cargo de la selección, Walter fue incluido en la lista para la participación en el Mundial 2006. Fue prácticamente titular inamovible en la fase de grupos precisamente en los duelos contra el anfitrión Alemania (4-2), Ecuador (3-0) y Polonia (1-2), donde su equipo sumó resultados adversos.
El 18 de febrero de 2007, concretó uno de los penales del desempate en la final de la Copa de Naciones UNCAF contra Panamá, y se proclamó campeón por tercera vez representando al cuadro costarricense.
Cerró su participación en competencias internacionales en las ediciones de 2007 y 2009 de la Copa de Oro de la Concacaf. El 18 de noviembre de 2009, fue su último compromiso en el conjunto de Costa Rica, por la vuelta del repechaje hacia el Mundial 2010 contra Uruguay en el Estadio Centenario. Centeno logró el gol de la igualdad de 1-1, pero le terminó siendo insuficiente ya que el resultado global favoreció a los rivales. Tras no lograr el boleto, el futbolista decidió retirarse del combinado Tico, dejando la marca histórica de 137 apariciones y 24 tantos marcados.

#### Participaciones internacionales
| Competición                     | Sede                | Resultado        |
| ------------------------------- | ------------------- | ---------------- |
| Copa de Naciones UNCAF 1999     | Costa Rica          | Campeón          |
| Copa de Oro de la Concacaf 2000 | Estados Unidos      | Cuartos de final |
| Copa de Naciones UNCAF 2001     | Honduras            | Subcampeón       |
| Copa América 2001               | Colombia            | Cuartos de final |
| Copa de Oro de la Concacaf 2002 | Estados Unidos      | Subcampeón       |
| Copa Mundial de 2002            | Corea del Sur Japón | Fase de grupos   |
| Copa de Naciones UNCAF 2003     | Panamá              | Campeón          |
| Copa de Oro de la Concacaf 2003 | Estados Unidos      | Cuarto lugar     |
| Copa América 2004               | Perú                | Cuartos de final |
| Copa Mundial de 2006            | Alemania            | Fase de grupos   |
| Copa de Naciones UNCAF 2007     | El Salvador         | Campeón          |
| Copa de Oro de la Concacaf 2007 | Estados Unidos      | Cuartos de final |
| Copa de Oro de la Concacaf 2009 | Estados Unidos      | Semifinales      |

## Vida privada
En el año 2006 protagonizó un comercial de la marca Pepsi llamado «El fútbol latino es un baile», junto a otros jugadores tales como Ronaldinho y Lionel Messi.
En septiembre de 2012 hizo una campaña publicitaria junto a la modelo Kathryn Arbenz de la marca Halls, en las que el exfutbolista salió en algunas vallas publicitarias en las principales autopistas del país costarricense, con la frase «No. miento si digo que soy el mejor jugador del país».

## Estadísticas

### Como jugador

#### Clubes
Actualizado a fin de carrera deportiva.
| Club                            | Div.          | Temporada     | Liga  | Liga  | Liga   | Copas nacionales | Copas nacionales | Copas nacionales | Copas internacionales | Copas internacionales | Copas internacionales | Total | Total | Total  |
| Club                            | Div.          | Temporada     | Part. | Goles | Asist. | Part.            | Goles            | Asist.           | Part.                 | Goles                 | Asist.                | Part. | Goles | Asist. |
| ------------------------------- | ------------- | ------------- | ----- | ----- | ------ | ---------------- | ---------------- | ---------------- | --------------------- | --------------------- | --------------------- | ----- | ----- | ------ |
| Belén FC · Costa Rica           |               |               |       |       |        |                  |                  |                  |                       |                       |                       |       |       |        |
| 1.ª                             | 1994-96       | 52            | 3     | 0     | —      | —                | —                | —                | —                     | —                     | 52                    | 3     | 0     |        |
| Total club                      | Total club    | 52            | 3     | 0     | 0      | 0                | 0                | 0                | 0                     | 0                     | 52                    | 3     | 0     |        |
| Deportivo Saprissa · Costa Rica |               |               |       |       |        |                  |                  |                  |                       |                       |                       |       |       |        |
| 1.ª                             | 1996-97       | 41            | 3     | 4     | —      | —                | —                | 7                | 0                     | 0                     | 48                    | 3     | 4     |        |
| 1.ª                             | 1997-98       | 16            | 2     | 1     | —      | —                | —                | 4                | 0                     | 1                     | 20                    | 2     | 2     |        |
| 1.ª                             | 1998-99       | 37            | 9     | 13    | —      | —                | —                | 5                | 2                     | 0                     | 42                    | 11    | 13    |        |
| 1.ª                             | 1999-00       | 33            | 5     | 5     | —      | —                | —                | 5                | 2                     | 0                     | 38                    | 7     | 5     |        |
| 1.ª                             | 2000-01       | 26            | 1     | 6     | —      | —                | —                | 4                | 3                     | 0                     | 30                    | 4     | 6     |        |
| 1.ª                             | 2001-02       | 29            | 8     | 7     | —      | —                | —                | 9                | 4                     | 1                     | 38                    | 12    | 8     |        |
| 1.ª                             | Total club    | 182           | 28    | 36    | 0      | 0                | 0                | 34               | 11                    | 2                     | 216                   | 39    | 38    |        |
| AEK Atenas · Grecia             |               |               |       |       |        |                  |                  |                  |                       |                       |                       |       |       |        |
| 1.ª                             | 2002-03       | 14            | 1     | 0     | 6      | 1                | 0                | 7                | 2                     | 3                     | 27                    | 4     | 3     |        |
| Total club                      | Total club    | 14            | 1     | 0     | 6      | 1                | 0                | 7                | 2                     | 3                     | 27                    | 4     | 3     |        |
| Deportivo Saprissa · Costa Rica |               |               |       |       |        |                  |                  |                  |                       |                       |                       |       |       |        |
| 1.ª                             | 2003-04       | 40            | 10    | 17    | —      | —                | —                | 9                | 0                     | 2                     | 49                    | 10    | 19    |        |
| 1.ª                             | 2004-05       | 29            | 5     | 11    | —      | —                | —                | 8                | 0                     | 1                     | 37                    | 5     | 12    |        |
| 1.ª                             | 2005-06       | 32            | 9     | 4     | —      | —                | —                | 12               | 1                     | 2                     | 44                    | 10    | 6     |        |
| 1.ª                             | 2006-07       | 35            | 5     | 10    | —      | —                | —                | 3                | 1                     | 0                     | 38                    | 6     | 10    |        |
| 1.ª                             | 2007-08       | 21            | 6     | 3     | —      | —                | —                | 9                | 3                     | 0                     | 30                    | 9     | 3     |        |
| 1.ª                             | 2008-09       | 32            | 7     | 6     | —      | —                | —                | 4                | 1                     | 2                     | 36                    | 8     | 8     |        |
| 1.ª                             | 2009-10       | 26            | 4     | 3     | —      | —                | —                | 5                | 1                     | 1                     | 31                    | 5     | 4     |        |
| 1.ª                             | 2010-11       | 29            | 6     | 2     | —      | —                | —                | 9                | 0                     | 1                     | 38                    | 6     | 3     |        |
| 1.ª                             | 2011-12       | 36            | 4     | 17    | —      | —                | —                | —                | —                     | —                     | 36                    | 4     | 17    |        |
| 1.ª                             | Total club    | 280           | 56    | 73    | 0      | 0                | 0                | 59               | 7                     | 9                     | 339                   | 63    | 82    |        |
| Bayamón Puerto Rico             |               |               |       |       |        |                  |                  |                  |                       |                       |                       |       |       |        |
| 1.ª                             | 2012-13       | —             | —     | —     | —      | —                | —                | 3                | 0                     | 0                     | 3                     | 0     | 0     |        |
| Total club                      | Total club    | 0             | 0     | 0     | 0      | 0                | 0                | 3                | 0                     | 0                     | 3                     | 0     | 0     |        |
| Total carrera                   | Total carrera | Total carrera | 528   | 88    | 109    | 6                | 1                | 0                | 103                   | 20                    | 14                    | 637   | 109   | 123    |
| 1. 2. Fuente:Transfermarkt      |               |               |       |       |        |                  |                  |                  |                       |                       |                       |       |       |        |

### Selección de Costa Rica
- Actualizado a fin de su carrera deportiva

| Selección                          | Año | Eliminatorias | Eliminatorias | Eliminatorias | Continental | Continental | Continental | Mundial | Mundial | Mundial | Amistosos | Amistosos | Amistosos | Total | Total | Total  |
| Selección                          | Año | Part.         | Goles         | Asist.        | Part.       | Goles       | Asist.      | Part.   | Goles   | Asist.  | Part.     | Goles     | Asist.    | Part. | Goles | Asist. |
| ---------------------------------- | --- | ------------- | ------------- | ------------- | ----------- | ----------- | ----------- | ------- | ------- | ------- | --------- | --------- | --------- | ----- | ----- | ------ |
| Absoluta · Costa Rica              |     |               |               |               |             |             |             |         |         |         |           |           |           |       |       |        |
| 1995                               | —   | —             | —             | —             | —           | —           | —           | —       | —       | 1       | 0         | 0         | 1         | 0     | 0     |        |
| 1998                               | —   | —             | —             | —             | —           | —           | —           | —       | —       | 1       | 0         | 0         | 1         | 0     | 0     |        |
| 1999                               | —   | —             | —             | 3             | 0           | 0           | —           | —       | —       | 6       | 2         | 0         | 9         | 2     | 0     |        |
| 2000                               | 6   | 0             | 0             | 3             | 0           | 0           | —           | —       | —       | 6       | 1         | 0         | 15        | 1     | 0     |        |
| 2001                               | 4   | 0             | 0             | 9             | 2           | 0           | —           | —       | —       | —       | —         | —         | 13        | 2     | 0     |        |
| 2002                               | —   | —             | —             | 5             | 1           | 0           | 3           | 0       | 0       | 5       | 1         | 0         | 13        | 2     | 0     |        |
| 2003                               | —   | —             | —             | 9             | 5           | 0           | —           | —       | —       | 6       | 0         | 0         | 15        | 5     | 0     |        |
| 2004                               | 7   | 0             | 0             | 4             | 0           | 0           | —           | —       | —       | 2       | 0         | 0         | 13        | 0     | 0     |        |
| 2005                               | 8   | 2             | 0             | —             | —           | —           | —           | —       | —       | 2       | 1         | 2         | 10        | 3     | 2     |        |
| 2006                               | —   | —             | —             | —             | —           | —           | 3           | 0       | 1       | 3       | 0         | 0         | 6         | 0     | 1     |        |
| 2007                               | —   | —             | —             | 7             | 3           | 0           | —           | —       | —       | 10      | 1         | 1         | 17        | 4     | 1     |        |
| 2008                               | 6   | 1             | 0             | —             | —           | —           | —           | —       | —       | 4       | 0         | 0         | 10        | 1     | 0     |        |
| 2009                               | 10  | 3             | 3             | 3             | 1           | 1           | —           | —       | —       | 1       | 0         | 0         | 14        | 4     | 4     |        |
| Total                              | 41  | 6             | 3             | 43            | 12          | 1           | 6           | 0       | 1       | 47      | 6         | 3         | 137       | 24    | 8     |        |
| 1. 2. Fuente:Transfermarkt / RSSSF |     |               |               |               |             |             |             |         |         |         |           |           |           |       |       |        |

#### Goles internacionales
| Núm. | Fecha                   | Lugar                                                    | Rival             | Gol | Resultado | Competición                     |
| ---- | ----------------------- | -------------------------------------------------------- | ----------------- | --- | --------- | ------------------------------- |
| 1    | 24 de febrero de 1999   | Estadio Ricardo Saprissa, San José, Costa Rica           | Jamaica           | 9-0 | 9-0       | Amistoso                        |
| 2    | 25 de noviembre de 1999 | Estadio Morera Soto, Alajuela, Costa Rica                | Eslovaquia        | 1-0 | 4-0       | Amistoso                        |
| 3    | 1 de julio de 2000      | Estadio Morera Soto, Alajuela, Costa Rica                | Panamá            | 2-1 | 5-1       | Amistoso                        |
| 4    | 30 de mayo de 2001      | Estadio Olímpico Metropolitano, San Pedro Sula, Honduras | Panamá            | 2-1 | 2-1       | Copa de Naciones UNCAF 2001     |
| 5    | 3 de junio de 2001      | Estadio Olímpico Metropolitano, San Pedro Sula, Honduras | El Salvador       | 1-1 | 1-1       | Copa de Naciones UNCAF 2001     |
| 6    | 26 de enero de 2002     | Miami Orange Bowl, Florida, Estados Unidos               | Haití             | 1-0 | 2-1       | Copa de Oro de la Concacaf 2002 |
| 7    | 9 de mayo de 2002       | Estadio Ricardo Saprissa, San José, Costa Rica           | Colombia          | 1-2 | 1-2       | Amistoso                        |
| 8    | 13 de febrero de 2003   | Estadio Rommel Fernández, Panamá, Panamá                 | Guatemala         | 1-1 | 1-1       | Copa de Naciones UNCAF 2003     |
| 9    | 16 de julio de 2003     | Gillette Stadium, Massachusetts, Estados Unidos          | Cuba              | 0-1 | 0-3       | Copa de Oro de la Concacaf 2003 |
| 10   | 19 de julio de 2003     | Gillette Stadium, Massachusetts, Estados Unidos          | El Salvador       | 2-1 | 5-2       | Copa de Oro de la Concacaf 2003 |
| 11   | 19 de julio de 2003     | Gillette Stadium, Massachusetts, Estados Unidos          | El Salvador       | 3-2 | 5-2       | Copa de Oro de la Concacaf 2003 |
| 12   | 19 de julio de 2003     | Gillette Stadium, Massachusetts, Estados Unidos          | El Salvador       | 5-2 | 5-2       | Copa de Oro de la Concacaf 2003 |
| 13   | 12 de enero de 2005     | Estadio Ricardo Saprissa, San José, Costa Rica           | Haití             | 1-0 | 3-3       | Amistoso                        |
| 14   | 3 de septiembre de 2005 | Estadio Rommel Fernández, Panamá, Panamá                 | Panamá            | 0-2 | 1-3       | Eliminatoria del Mundial 2006   |
| 15   | 7 de septiembre de 2005 | Estadio Ricardo Saprissa, San José, Costa Rica           | Trinidad y Tobago | 2-0 | 2-0       | Eliminatoria del Mundial 2006   |
| 16   | 6 de junio de 2007      | Miami Orange Bowl, Florida, Estados Unidos               | Canadá            | 1-0 | 1-2       | Copa de Oro de la Concacaf 2007 |
| 17   | 9 de junio de 2007      | Miami Orange Bowl, Florida, Estados Unidos               | Haití             | 0-1 | 1-1       | Copa de Oro de la Concacaf 2007 |
| 18   | 11 de junio de 2007     | Miami Orange Bowl, Florida, Estados Unidos               | Guadalupe         | 1-0 | 1-0       | Copa de Oro de la Concacaf 2007 |
| 19   | 17 de octubre de 2007   | Estadio Ricardo Saprissa, San José, Costa Rica           | Haití             | 1-0 | 1-1       | Amistoso                        |
| 20   | 11 de octubre de 2008   | Estadio André Kamperveen, Paramaribo, Surinam            | Surinam           | 0-1 | 1-4       | Eliminatoria al Mundial 2010    |
| 21   | 1 de abril de 2009      | Estadio Ricardo Saprissa, San José, Costa Rica           | El Salvador       | 1-0 | 1-0       | Eliminatoria al Mundial 2010    |
| 22   | 10 de julio de 2009     | FIU Stadium, Florida, Estados Unidos                     | Canadá            | 2-2 | 2-2       | Copa de Oro de la Concacaf 2009 |
| 23   | 10 de octubre de 2009   | Estadio Ricardo Saprissa, San José, Costa Rica           | Trinidad y Tobago | 2-0 | 4-0       | Eliminatoria al Mundial 2010    |
| 24   | 18 de noviembre de 2009 | Estadio Centenario, Montevideo, Uruguay                  | Uruguay           | 1-1 | 1-1       | Repechaje al Mundial 2010       |

### Como entrenador

#### Rendimiento
Actualizado al último partido dirigido el 7 de febrero de 2021.
| Equipo                        | Div.                   | Temporada            | Estadísticas | Estadísticas | Estadísticas | Estadísticas | Estadísticas | Estadísticas | Estadísticas | Estadísticas | % Efect. |
| Equipo                        | Div.                   | Temporada            | PD           | G            | E            | P            | GF           | GC           | DG           | Puntos       | % Efect. |
| ----------------------------- | ---------------------- | -------------------- | ------------ | ------------ | ------------ | ------------ | ------------ | ------------ | ------------ | ------------ | -------- |
| Puntarenas F. C. Costa Rica   |                        |                      |              |              |              |              |              |              |              |              |          |
| 2.ª                           | Apertura 2015          | 14                   | 6            | 4            | 4            | 24           | 20           | +4           | 22           | 52.38%       |          |
| 2.ª                           | Clausura 2016          | 2                    | 1            | 0            | 1            | 3            | 5            | -2           | 3            | 50%          |          |
| Total club                    | Total club             | 16                   | 7            | 4            | 5            | 27           | 25           | +2           | 25           | 52.08%       |          |
| Municipal Grecia Costa Rica   |                        |                      |              |              |              |              |              |              |              |              |          |
| 2.ª                           | Apertura 2016          | 17                   | 10           | 3            | 4            | 42           | 20           | +22          | 33           | 64.71%       |          |
| 2.ª                           | Clausura 2017          | 23                   | 11           | 6            | 6            | 49           | 35           | +14          | 39           | 56.52%       |          |
| 1.ª                           |                        |                      |              |              |              |              |              |              |              |              |          |
| Apertura 2017                 | 22                     | 8                    | 7            | 7            | 31           | 37           | -6           | 31           | 46.97%       |              |          |
| Clausura 2018                 | 22                     | 6                    | 6            | 10           | 27           | 34           | -7           | 24           | 36.36%       |              |          |
| Apertura 2018                 | 22                     | 7                    | 3            | 12           | 27           | 35           | -8           | 24           | 36.36%       |              |          |
| Clausura 2019                 | 7                      | 5                    | 1            | 1            | 15           | 6            | +9           | 16           | 76.19%       |              |          |
| Total club                    | Total club             | 113                  | 47           | 26           | 40           | 191          | 167          | +24          | 167          | 49.26%       |          |
| Deportivo Saprissa Costa Rica |                        |                      |              |              |              |              |              |              |              |              |          |
| 1.ª                           | Clausura 2019          | 20                   | 9            | 7            | 4            | 32           | 20           | +12          | 34           | 56.67%       |          |
| 1.ª                           | Liga de Campeones 2019 | 2                    | 1            | 0            | 1            | 2            | 5            | -3           | 3            | 50%          |          |
| 1.ª                           | Apertura 2019          | 24                   | 12           | 6            | 6            | 52           | 32           | +20          | 42           | 58.33%       |          |
| 1.ª                           | Liga Concacaf 2019     | 10                   | 7            | 1            | 2            | 17           | 8            | +9           | 22           | 73.33%       |          |
| 1.ª                           | Clausura 2020          | 25                   | 15           | 6            | 4            | 47           | 27           | +20          | 51           | 68%          |          |
| 1.ª                           | Liga de Campeones 2020 | 2                    | 0            | 2            | 0            | 2            | 2            | +0           | 2            | 33.33%       |          |
| 1.ª                           | Supercopa 2020         | 1                    | 0            | 0            | 1            | 0            | 2            | -2           | 0            | 0%           |          |
| 1.ª                           | Apertura 2020          | 18                   | 9            | 4            | 5            | 30           | 20           | +10          | 31           | 57.41%       |          |
| 1.ª                           | Liga Concacaf 2020     | 4                    | 3            | 0            | 1            | 13           | 4            | +9           | 9            | 75%          |          |
| 1.ª                           | Clausura 2021          | 6                    | 2            | 3            | 1            | 13           | 8            | +5           | 9            | 50%          |          |
| Total club                    | Total club             | 112                  | 58           | 29           | 25           | 208          | 128          | +80          | 203          | 60.42%       |          |
| Total en sus equipos          | Total en sus equipos   | Total en sus equipos | 241          | 112          | 59           | 70           | 426          | 320          | +106         | 395          | 54.63%   |

## Palmarés

### Como jugador

#### Títulos nacionales
| Título                         | Club               | País       | Año  |
| ------------------------------ | ------------------ | ---------- | ---- |
| Torneo de Copa de Costa Rica   | Belén F.C          | Costa Rica | 1996 |
| Primera División de Costa Rica | Deportivo Saprissa | Costa Rica | 1998 |
| Primera División de Costa Rica | Deportivo Saprissa | Costa Rica | 1999 |
| Primera División de Costa Rica | Deportivo Saprissa | Costa Rica | 2004 |
| Primera División de Costa Rica | Deportivo Saprissa | Costa Rica | 2006 |
| Primera División de Costa Rica | Deportivo Saprissa | Costa Rica | 2007 |
| Primera División de Costa Rica | Deportivo Saprissa | Costa Rica | 2007 |
| Primera División de Costa Rica | Deportivo Saprissa | Costa Rica | 2008 |
| Primera División de Costa Rica | Deportivo Saprissa | Costa Rica | 2008 |
| Primera División de Costa Rica | Deportivo Saprissa | Costa Rica | 2010 |

#### Títulos internacionales
| Título                               | Equipo                  | Sede                                 | Año  |
| ------------------------------------ | ----------------------- | ------------------------------------ | ---- |
| Juegos Centroamericanos y del Caribe | Selección de Costa Rica | Puerto Rico                          | 1993 |
| Torneo Grandes de Centroamérica      | Deportivo Saprissa      | Costa Rica                           | 1998 |
| Copa Centroamericana                 | Selección de Costa Rica | Costa Rica                           | 1999 |
| Copa Centroamericana                 | Selección de Costa Rica | Panamá                               | 2003 |
| Copa Interclubes de la UNCAF         | Deportivo Saprissa      | Centroamérica                        | 2003 |
| Copa de Campeones de la CONCACAF     | Deportivo Saprissa      | Norteamérica, Centroamérica y Caribe | 2005 |
| Copa Centroamericana                 | Selección de Costa Rica | El Salvador                          | 2007 |

### Como entrenador

#### Títulos nacionales
| Título                         | Club               | País       | Año  |
| ------------------------------ | ------------------ | ---------- | ---- |
| Segunda División de Costa Rica | Municipal Grecia   | Costa Rica | 2017 |
| Primera División de Costa Rica | Deportivo Saprissa | Costa Rica | 2020 |
| Supercopa de Costa Rica        | C. S. Herediano    | Costa Rica | 2024 |

#### Títulos internacionales
| Título        | Club               | Sede     | Año  |
| ------------- | ------------------ | -------- | ---- |
| Liga Concacaf | Deportivo Saprissa | Concacaf | 2019 |

#### Distinciones individuales
| Distinción                                                     | Año  |
| -------------------------------------------------------------- | ---- |
| Goleador de la Copa de Oro de la Concacaf 2003 (4 goles)       | 2003 |
| Mejor jugador del Campeonato de Fútbol de Costa Rica 2003-2004 | 2004 |
| Mejor jugador del Campeonato de Verano 2009                    | 2009 |
| Mejor jugador del Campeonato de Verano 2010                    | 2010 |
| Mejor director técnico del Torneo de Clausura 2020             | 2020 |